# Jean-Baptiste Rouvière
Pour les articles homonymes, voir Rouvière.
 (mars 2013).
Jean-Baptiste Rouvière est un missionnaire français, de la congrégation des Oblats de Marie-Immaculée, né le 11 novembre 1881 à Antrenas (Lozère), mort entre le 28 octobre et le 2 novembre 1913, sur les bords de la rivière Coppermine, non loin des Bloody Falls (Chutes du sang) à environ 30 km de l'océan Arctique (Canada).

## Biographie

### Jeunesse et formation
Troisième des 13 enfants (dont 3 morts en bas âge) de Jean Antoine Rouvière (journalier et charron) et de Rosalie Marie-Anne Clavel, une famille très modeste. Jean-Baptiste naît à La Bastide, petit hameau du village d'Antrenas en Lozère, à quelques kilomètres de Marvejols. Une de ses sœurs deviendra religieuse.
Il fréquente l'école publique du village et entre, à 14 ans, en 5e au Petit Séminaire de Marvejols (actuellement collège Notre-Dame) où il est un bon élève, surtout en mathématiques et en langues. Il y reste 5 ans (1895-1900).
Désirant devenir missionnaire, il entre en 1900 (19 ans) au noviciat des Oblats de Marie-Immaculée, à Notre-Dame-de-l'Osier (Isère), où il prononce ses premiers vœux en 1901 (20 ans). Selon son maître des novices, Jean-Baptiste a « une piété très droite et très sérieuse, et un caractère très docile et très dévoué, une intelligence très satisfaisante. Il aspirait déjà vers les Missions étrangères. »
En 1903 (22 ans), il part continuer sa formation (philosophie et théologie) au scolasticat de Liège (Belgique) puisque entretemps les congrégations religieuses ont été expulsées de France. Il prononce ses vœux définitifs (août 1903), il est ordonné prêtre le 24 février 1906 (24 ans). 
Ses études terminées, il reçoit son obédience (c'est-à-dire sa nomination) pour le Mackenzie. En mars 1907, il séjourne quelques semaines à Antrenas dans sa famille. Il écrit à son supérieur le P. Baffie le 19 mars 1907 : « Depuis 8 jours je me trouve au milieu des miens dans ma famille. Je leur ai fait part de mon obédience, et avec le plus grand bonheur j’ai constaté que tous se résignaient avec le plus grand esprit de foi à me voir partir pour les missions lointaines. En m’embrassant, mon vieux père a versé quelques larmes et n’a fait aucune objection. Il a dit cette seule parole : « Je suis très content de te revoir et je te vois partir avec la plus grande peine, mais puisque c’est ta vocation je ne te retiendrai pas ». Tout le monde fait son possible pour fêter mon retour, et déjà je commence à faire des adieux. »

### Débuts au Canada

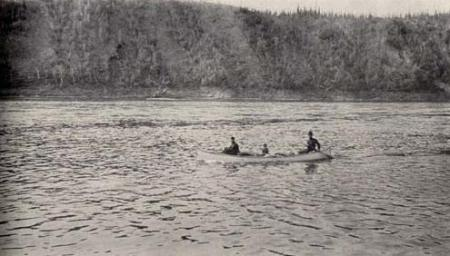
Rouvière et Le Roux sur le Grand lac de l'Ours.

Nommé aux missions du Grand Nord, il embarque le 6 avril 1907 au Havre, en compagnie de quatre frères convers de la congrégation, et après une longue traversée du Canada, par Québec, Montréal, Ottawa, Winnipeg, Calgary, Edmonton en train, il va d'Edmonton à Athabasca Landing en voiture à cheval, descend ensuite la rivière Athabasca en bateau et arrive le 1er août à la mission du fort Good Hope, à quelques kilomètres du cercle polaire, dans la région du fleuve Mackenzie. Il y passera 4 ans, parmi les Indiens Peaux-de-Lièvres dont il a appris la langue dès son arrivée. Son entourage l'apprécie. "« Un de ses compagnons, le frère Kerautret, se plaît encore à redire que le P. Rouvière était un charmant confrère, remarquable par son égalité d’humeur et sa bonté »", écrivait en 1944 un de ses biographes, le P. Le Mer, OMI.
En août 1911, ses supérieurs l'envoient dans le Barren Land (la terre stérile du Grand Nord), pour essayer d'entrer en contact avec les Inuits du cuivre, vivant près de la rivière Coppermine et encore jamais évangélisés. Les premiers contacts sont chaleureux.
Jean-Baptiste se construit une cabane au bord du lac Imérénik (petit lac Dease, renommé depuis lac Rouvière), étudie l'inuktitut (langue inuite) et pêche pour subsister et pour nourrir ses chiens. 
En 1912, un collègue lui est envoyé : Guillaume Le Roux, de Plomodiern (Bretagne), lui aussi fils de modestes paysans, arrivé depuis peu au Canada. Guillaume a écrit à ses parents : « Le père Rouvière est un homme que je connais depuis longtemps. Nous avons été ensemble au scolasticat. C’est un père que j’estime et que j’aime beaucoup et j’espère que nous serons heureux ensemble. Tous ceux qui ont connu le père Rouvière ne tarissent pas de louanges à son égard » (juillet 1912).
Les deux missionnaires se construisent une autre cabane au bord du Grand lac de l'Ours. Le père Rouvière écrit un article assez long, fruit de ses observations : Rapport sur les Esquimaux du Mackenzie, qui paraîtra en 1913 dans la revue des oblats.
Devant la difficulté de rencontrer les Inuits (ils se voient de temps en temps, les relations sont très cordiales, mais les rencontres sont trop courtes pour réaliser un travail d'évangélisation durable) et désirant être plus efficaces dans leur action, les deux missionnaires décident, début octobre 1913, de partir passer l'hiver avec les Inuits.
Ils avertissent leurs supérieurs qu'ils ne donneront pas de nouvelles pendant peut-être un an ou deux et ils partent le 8 octobre 1913.

### Mort de Jean-Baptiste Rouvière
Dès leur arrivée chez les Inuits, les problèmes de toute sorte s'accumulent, mauvais temps, crainte de famine, problèmes de santé, problèmes relationnels (la personne qui héberge les deux pères essaie de leur voler leur carabine, sans laquelle ils ne peuvent survivre ; les pères reprennent leur carabine de force), si bien qu'ils décident très rapidement de rentrer à leur cabane, et de revenir chez les Inuits plus tard, quand les conditions seraient meilleures. Mais en chemin, deux hommes les suivent, les rattrapent en leur disant avoir à faire dans cette direction, cheminent deux jours avec eux. Soudain, profitant d'une tempête de neige, Sinnisiak poignarde Guillaume dans le dos, dit à Uluksak de l'achever, prend la carabine des prêtres sur leur traîneau, tire sur Jean-Baptiste qui tombe, et lui coupe la tête. Tous deux mangent une partie du foie de leurs victimes selon un rite traditionnel, jettent le corps du père Rouvière dans un ravin, et (selon le témoignage de Ko'a, un membre de la tribu, dans le rapport de police de l'inspecteur LaNauze) reviennent au campement en disant aux autres Inuits : « Nous avons déjà tué les deux blancs ».
Jean-Baptiste avait 31 ans, Guillaume 28. Ils moururent un après-midi, sur la rive gauche de la rivière Coppermine, à une douzaine de kilomètres en amont de Bloody Falls. 
La cause de cet assassinat n'a jamais pu être clairement établie. Le désir de voler la carabine des prêtres a probablement été un mobile important pour des chasseurs, mais le vol aurait suffi, le meurtre n'était pas nécessaire. Il semble que Sinnisiak et Uluksak aient été envoyés par un chaman de la tribu, opposé à une nouvelle religion qui essayait de remplacer la religion traditionnelle. Des témoignages ont été donnés dans ce sens, mais rien de probant. Ce qui est certain, c'est que dans les années 1930, le Père Roger Buliard a été appelé auprès du lit de mort du chaman Komayak (de la même tribu) qui lui a demandé de le baptiser, après quoi il lui a dit : « Falla [ = Father, Père], si je peux à nouveau marcher, je te montrerai où est la tête de Kouliavik [ = Rouvière] ». Buliard raconte cet épisode dans son livre Inuk. Au dos de la Terre.
Notre connaissance du drame vient de diverses sources :
- Sur le crime lui-même : les aveux détaillés des meurtriers à l'inspecteur LaNauze (ils reconnaissent sans problèmes les faits, expliquant qu'ils ont cru être agressés par le Père Le Roux. Il est possible qu'ils l'aient cru, mais invraisemblable que le Père Le Roux ait été effectivement agressif, ce qui ne concorde pas avec ce que nous savons de lui. Les personnes qui l'ont connu l'ont toujours décrit comme un homme certes vif de caractère, mais sachant maîtriser ses mouvements d'humeur, et plein de bonté. Mais les victimes n'étant plus là pour se défendre, c'est la version des meurtriers que le tribunal d'Edmonton a adoptée). Toutes ces informations se trouvent dans le rapport de police de l'inspecteur LaNauze.
- Sur ce qui s'est passé avant et après : les témoignages des autres personnes de la tribu, aussi recueillis par LaNauze.
- Quelques objets trouvés sur les lieux, notamment le journal du Père Rouvière, partiellement abîmé, mais écrit au crayon indélébile, jusque dans les derniers jours. Ces objets ont été recueillis par les policiers qui faisaient l'enquête, puis conservés par les Oblats d'Edmonton.

Les autres Oblats ne commencèrent à s'inquiéter que l'année suivante, quand un voyageur rencontra des Inuits vêtus de soutanes et d'ornements sacerdotaux, et trouva une des cabanes des Pères pillées. On supposa qu'ils étaient peut-être morts de faim. Le 8 octobre 1914, les Oblats de Fort Norman apprirent que la mort des Pères Rouvière et Le Roux était certaine.

### Arrestation et procès

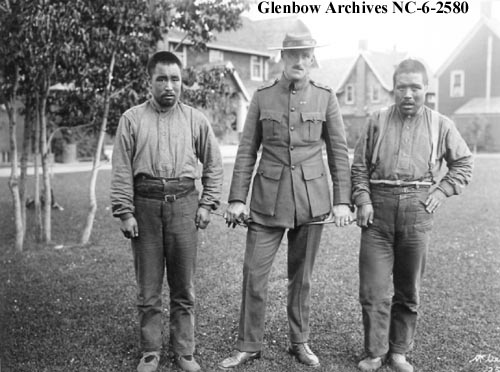
L'arrestation en août 1917 des deux accusés.
De gauche à droite : Sinnisiak, Denny LaNauze et Uloqsaq.

Le gouvernement canadien envoya en 1915 un inspecteur de la police montée, Denny LaNauze, accompagné d'un interprète, de deux policiers et de 2 ans de vivres et de munitions.
Les Inuits finirent par avouer que les deux prêtres avaient été assassinés, et en mai 1916, LaNauze arrêta les deux criminels, Sinnisiak et Uloqsaq (en), qui firent des aveux détaillés du crime, furent transférés vers le sud et passèrent en jugement en août 1917.
Il y eut deux procès, le premier à Edmonton où les assassins furent acquittés par les jurés. Ce jugement fut invalidé par le ministre et un deuxième procès eut lieu peu après à Calgary. Cette fois, les deux Inuits furent reconnus coupables et condamnés à mort. Mais l'évêque du Mackenzie, Gabriel Breynat, avait auparavant demandé leur grâce, préférant essayer de les civiliser par la douceur, et les deux Inuits passèrent deux ans dans une mission des oblats, après quoi ils rentrèrent chez eux, mais ne se convertirent pas. 
« Notre vengeance consisterait à leur faire le plus de bien possible et les renvoyer ensuite amis des blancs » (lettre de Gabriel Breynat au Contrôleur de la Police, 16 décembre 1916).

### Suite de l'histoire
Quand les autres Oblats apprirent la mort des deux Pères, ils furent tous volontaires pour aller les remplacer. Ce fut le Père Frapsauce qui fut envoyé. À l'endroit de la mort des deux missionnaires, une croix fut érigée avec les morceaux qui restaient de leur traîneau. Quelques ossements laissés par les bêtes sauvages furent recueillis (seulement des restes du Père Le Roux, car le corps du Père Rouvière n'a encore jamais pu être retrouvé).
Les premiers Inuits du Cuivre furent baptisés en 1920. 
Lorsque la mort des missionnaires fut connue en France, l'été 1916, la guerre faisait rage et on les oublia un peu. En 1938, pour les 25 ans de leur mort, beaucoup d'articles furent publiés sur eux, un concours Rouvière-Le Roux fut organisé dans les écoles du Canada et les meilleurs textes d'élèves furent publiés. La congrégation des oblats pensait demander leur béatification. Mais la Seconde Guerre mondiale arriva et le projet fut abandonné.
En 1952, il y eut aux États-Unis un projet de film sur la mort des deux missionnaires et l'enquête de LaNauze, mais le projet n'eut pas de suite.
En août 1969, une plaque est posée sur la maison natale de Jean-Baptiste Rouvière. On peut y lire : « Dans cette maison est né en l'an 1881 le révérend Père JB Rouvière, oblat de Marie Immaculée, messager de la foi, sauvagement assassiné par de criminels esquimaux en l'an 1913 sur les bords de l'océan Glacial Arctique ».
En août 2014, une exposition sur "Jean-Baptiste Rouvière, un Lozérien chez les Inuit" a eu lieu à Marvejols, ainsi qu'une conférence.